# NGC 7692
NGC 7692 is een onregelmatig sterrenstelsel in het sterrenbeeld Waterman. Het hemelobject werd op 23 oktober 1848 ontdekt door de Amerikaanse astronoom George Phillips Bond.

## Synoniemen
- MCG -1-60-3
- IRAS 23302-0552
- PGC 71712